# Magyar Posta Zrt.
Magyar Posta Zrt. é a administração postal de Hungria. Além das competências normais de correio, a instituição postal também oferece serviços de logística, bancários e de marketing.